# Villa Orsini
Villa Orsini è una storica villa situata nel territorio comunale di Sorano (GR), presso il centro della frazione rurale di Montevitozzo.

## Storia
Il complesso sorse nel tardo Quattrocento, nel luogo in cui quasi certamente esisteva una preesistente struttura di epoca medievale.
Il luogo divenne una residenza rurale estiva degli Orsini, che vi si ritiravano per trascorrere giorni di vacanza, lasciando temporaneamente i luoghi simbolo del loro potere all'interno della contea (Palazzo Orsini di Pitigliano e la Fortezza Orsini di Sorano).
Con la caduta della contea di Pitigliano avvenuta agli inizi del Seicento, il complesso di Villa Orsini seguì il destino di tutti gli altri beni di possesso dell'omonima famiglia, passando di proprietà ai Medici, granduchi di Toscana, ed entrando a far parte territorialmente del loro granducato.
Da allora la villa, nonostante venisse concessa ai Barbolani di Montauto durante il Seicento, iniziò a perdere il prestigio che era riuscita a raggiungere nei secoli precedenti, divenendo una semplice proprietà ai confini sud-orientali del Granducato di Toscana; in seguito, dopo essere tornata tra le proprietà granducali, fu venduta a privati e, nel corso degli ultimi secoli, ha subito diverse modifiche che ne hanno alterato l'originario aspetto.

## Descrizione
Villa Orsini è situata nella piazza principale della frazione rurale di Montevitozzo, che un tempo era costituita unicamente dalla residenza ursinea e dall'attigua chiesa di San Giacomo, edificio religioso di origini medievali, ma completamente ricostruito negli anni sessanta del XX secolo.
La villa conserva soltanto parzialmente l'originario aspetto di fattoria residenziale in stile rinascimentale; molto caratteristiche sono le strutture murarie rivestite in conci di tufo, che contraddistinguono gran parte degli edifici storici dell'intera zona.
Il complesso, a pianta rettangolare, è preceduto da un avancorpo con porticato, affiancato da un torrino laterale, di cui si conserva l'originaria base in pietra; le restanti parti sono andate completamente modificate o distrutte.